# Chiroderma
Chiroderma is een geslacht van zoogdieren uit de familie van de bladneusvleermuizen van de Nieuwe Wereld (Phyllostomidae). De wetenschappelijke naam van het geslacht werd in 1860 gepubliceerd door Wilhelm Peters.

## Soorten
Er worden 7 soorten in dit geslacht geplaatst:
- Chiroderma doriae O. Thomas, 1891
- Chiroderma gorgasi Handley, 1960
- Chiroderma improvisum Baker & Genoways, 1976
- Chiroderma salvini Dobson, 1878 – Salvins bladneusvleermuis
- Chiroderma scopaeum Handley, 1966
- Chiroderma trinitatum Goodwin, 1958
- Chiroderma villosum Peters, 1861